# Cantone di Châteaulin
Il Cantone di Châteaulin era una divisione amministrativa dell'arrondissement di Châteaulin..
A seguito della riforma approvata con decreto del 13 febbraio 2014, che ha avuto attuazione dopo le elezioni dipartimentali del 2015, è stato soppresso.

## Composizione
Comprendeva i comuni di:
- Cast
- Châteaulin
- Dinéault
- Kerlaz
- Locronan
- Ploéven
- Plomodiern
- Plonévez-Porzay
- Port-Launay
- Quéménéven
- Saint-Coulitz
- Saint-Nic
- Saint-Ségal
- Trégarvan